# Седельниково (Омская область)
Седе́льниково — село в Омской области, административный центр Седельниковского района и Седельниковского сельского поселения.
Население — 5033 (2021).
Основано в 1785 году.

## Физико-географическая характеристика
Село расположено в лесной полосе Омской области, в пределах юго-западной окраины Васюганской равнины, являющейся составной частью Западно-Сибирской равнины, на левом берегу реки Уй, на высоте 90 метров над уровнем моря. В окрестностях села распространены пойменные кислые (в пойме реки Уй) и дерново-подзолистые преимущественно глубокоподзолистые почвы.
По автомобильным дорогам расстояние до областного центра города Омск составляет около 290 км, до ближайшего города Тара — 79 км.
Климат
Климат резко континентальный, со значительными перепадами температур зимой и летом (согласно классификации климатов Кёппена — субарктический климат (Dfc)). Многолетняя норма осадков — 460 мм. Наибольшее количество осадков выпадает в июле — 72 мм, наименьшее в феврале и марте — по 15 мм. Среднегодовая температура отрицательная и составляет − 0,4° С, среднесуточная температура самого холодного месяца — января − 19,6° С, самого жаркого — июля + 18,4° С.
Часовой пояс
Седельниково, как и вся Омская область находится в часовой зоне МСК+3. Смещение применяемого времени относительно UTC составляет +6:00.

## История
Седельниково основано в 1785 году в составе Логиновской волости Тарского уезда Тобольской губернии.

В донесении тарского исправника за 1795 год сообщается, что Иван, Семён, Тимофей и Козьма Седельниковы из деревни Островной Знаменского погоста… лет десять назад самовольно переселились в урман, на реку Уй, где живут в отдельной деревне, а подати платят исправно…— История села Седельниково
Предки Седельниковых прибыли в Тару в 1634 году из Нижегородского уезда и были записаны в пешие казаки
В 1883 году село становится волостным центром образованной Седельниковской волости Тарского округа.
Во время Гражданской войны Седельниково стало центром партизанского движения. Руководил отрядами партизан первый председатель волисполкома А. И. Избышев. В 1925 году образован Седельниковский район. В годы коллективизации был создан колхоз имени Избышева, в 90-х гг. реорганизованный в СПК, а затем в АО.

## Население
| 1926  | 1939  | 1959  | 1970  | 1979  | 1989  | 2002  |
| ----- | ----- | ----- | ----- | ----- | ----- | ----- |
| 821   | ↗1983 | ↗3676 | ↗3998 | ↗4879 | ↗5132 | ↘5055 |
| 2010  | 2021  |       |       |       |       |       |
| ↗5316 | ↘5033 |       |       |       |       |       |

## Социальная инфраструктура
Седельниково обладает развитой социальной инфраструктурой: в селе имеются две средние общеобразовательные школы, два детских сада, агропромышленный техникум, образовательное учреждение дополнительного образования спортивной направленности - детский(юношеский) центр, дом детского творчества, социально-культурный досуговый центр «Светоч», центр традиционной русской культуры, стадион "Сибиряк", музей истории района, детская школа искусств, центральная библиотека, районная больница с поликлиникой и стационаром. Издаётся районная газета «Сибирский труженик».
С 1997 года в селе проводилась международная программа по перевоспитанию малолетних преступников из Германии, организованная педагогом-психологом Франком Крёнером. Позже программа проводилась уже в селе Азово.